# ریچارد مور (قایقران قایق بادبانی)
ریچارد مور (انگلیسی: Richard Moore; ۱۱ اوت ۱۹۱۰ – ۱۶ نوامبر ۲۰۰۵) قایقران قایق بادبانی اهل ایالات متحده آمریکا بود.